# Grottes d'Ortucchio
Les grottes d'Ortucchio est un site archéologique protégeant un complexe de grottes karstiques situées à mi-hauteur de la limite sud de la plaine du Fucin, sur le territoire communal d'Ortucchio, dans la province de L'Aquila, dans les Abruzzes.

## Historique
Les grottes naturelles, résultant de mouvements tectoniques et en partie aussi de phénomènes d'érosion, ont été habitées depuis le Paléolithique supérieur jusqu'à la Rome antique. La datation au carbone 14 fait remonter la présence humaine à il y a 23 000 ans. Les grottes sont situées entre 650 et 720 m d'altitude et constituent une ressource archéologique avec le système de grottes du Fucin et de la Marsica étudié à partir des années 1950 grâce à de nombreuses recherches menées par l'archéologue Antonio Mario Radmilli (it) de l'Université de Pise. Les études ont ensuite été également menées par la Soprintendenze de l'Archéologie, des Beaux-Arts et du Paysage des Abruzzes et par des chercheurs de l'Université de Rome « La Sapienza ».

### Grotte de Maritza

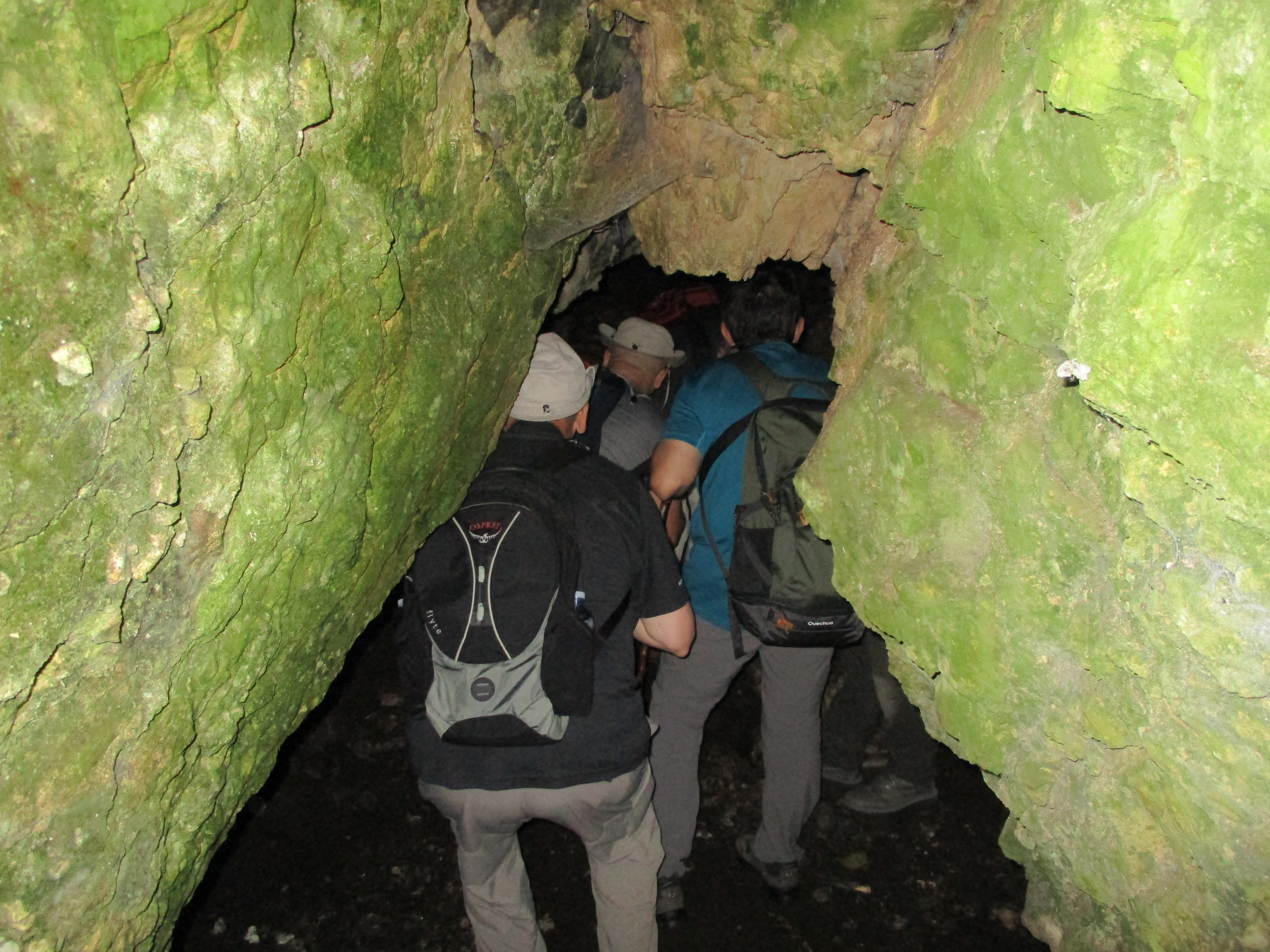
Visites guidées de grottes par la surintendance archéologique des Abruzzes.

La cavité est située le long des pentes du Mont Praticelle, à la limite sud-est du Fucin, à environ 50 m au-dessus du niveau du bassin et à 704 m au-dessus du niveau de la mer. La petite grotte d'origine tectonique est située à proximité d'une paroi calcaire à environ 10 m de haut et se développe sur un plan axial à seulement 6 m de profondeur. Elle a été fréquentée de manière continue sur une longue période allant du Paléolithique supérieur à la Rome antique. Sa toponymie est très probablement lié au nom personnel d'un élève de l'archéologue Antonio Mario Radmilli qui fut le premier à identifier une petite fissure dans la roche. 
Une fois débarrassée de la terre et des débris, la grotte a livré diverses découvertes datant de l'ère protohistorique jusqu'à l'âge du bronze. Plusieurs ex-votos ont été découverts, divers matériaux votifs, lithiques et céramiques, des fragments de bols et de poignées, des carcasses de mammifères et de carnivores et les poids des filets de pêche utilisés dans le lac Fucino liés à la culture d'Ortucchio. Certains matériaux comme les ex-voto sont conservés au Museo Paludi de Celano. Utilisée à diverses périodes historiques également comme lieu de sépulture et de culte, la grotte a également livré les restes humains de huit sujets masculins et féminins remontant à la période allant du Paléolithique supérieur à l'âge du cuivre.

### Grotte de La Punta

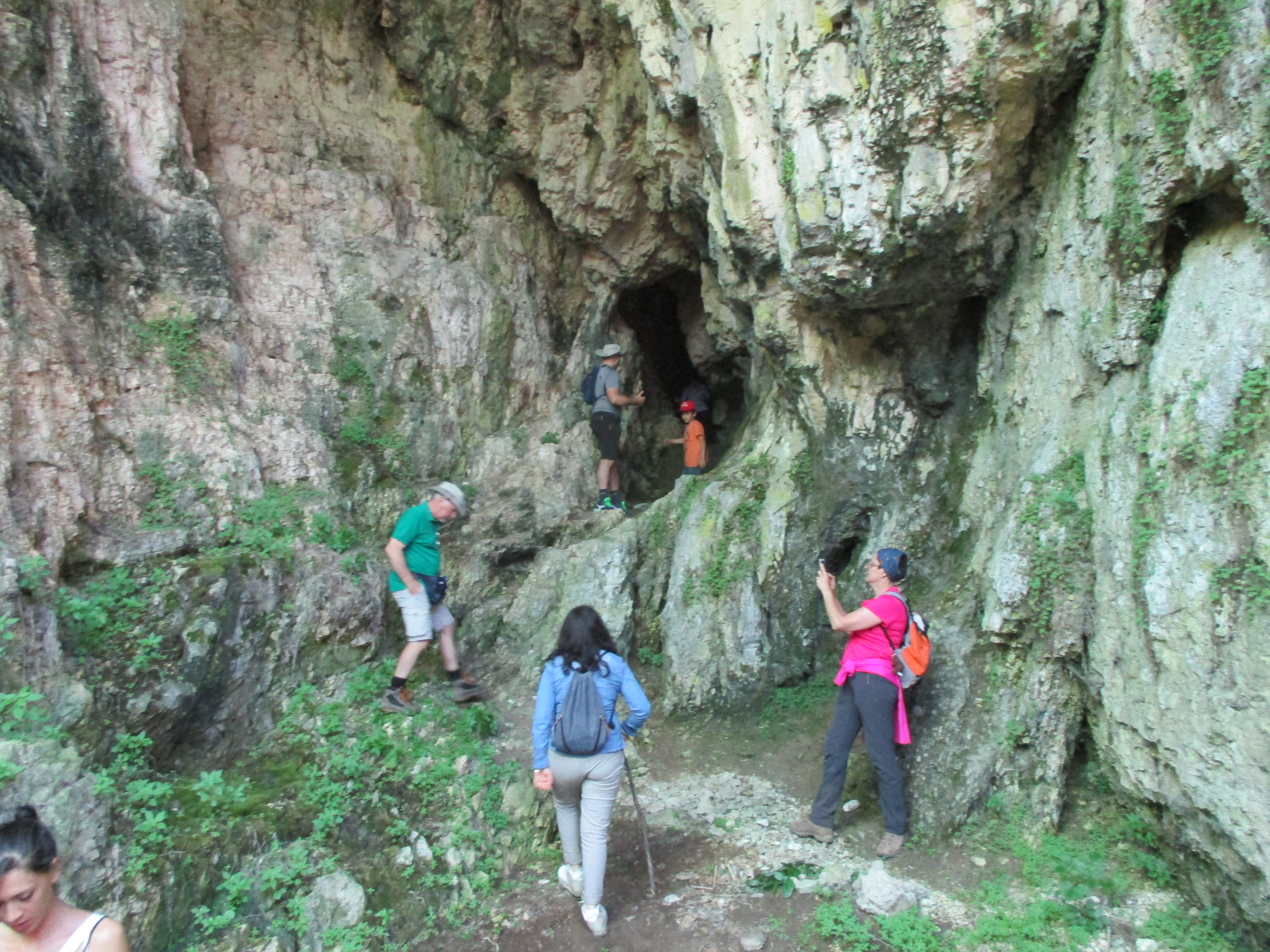
Entrée de la grotte de La Punta.

Située dans le quartier d'Anime Sante, à quelques dizaines de mètres de la grotte Maritza, cette cavité s'ouvre sur le versant oriental du mont Praticelle. Parmi les différentes grottes, elle fut la première à être inspectée dans les années 1950 par le professeur Radmilli et les archéologues de l'Université de Pise. Des matériaux lithiques et céramiques attribués à la période du Paléolithique supérieur et de l'âge du bronze final ont émergé de la grotte. Des restes osseux humains ont attesté que cette zone servait également de tombeau, tandis qu'à l'époque préromaine et romaine comme dans le cas de la grotte de Maritza, les objets offerts aux divinités ont conduit à présupposer la pratique du culte des ancêtres tandis que les traces d'un sanctuaire suggèrent le culte de Jupiter et des Dioscures.

### Grotte d'Ortucchio
L'étude stratigraphique de la grotte d'Ortucchio, située à environ un kilomètre de la ville d'Ortucchio et localement également connue sous le nom de « Grotte des cochons », a permis de reconstituer grossièrement la période pendant laquelle l'homme l'a habitée et fréquentée, qui va du Paléolithique supérieur jusqu'à au moins la période médiévale. Des éclats lithiques, des éléments squelettiques et des fragments de céramique peuvent être datés du Paléolithique supérieur à l'âge du bronze, tandis qu'au Mésolithique et jusqu'au Moyen Âge, la grotte était déjà utilisée comme lieu de sépulture. La cavité est située dans la zone de Mesula, à environ 30 m du niveau de la plaine du Fucin, non loin de la zone archéologique de via Mesola, au bord de l'ancien lit du lac, utilisé en continuité comme nécropole. 

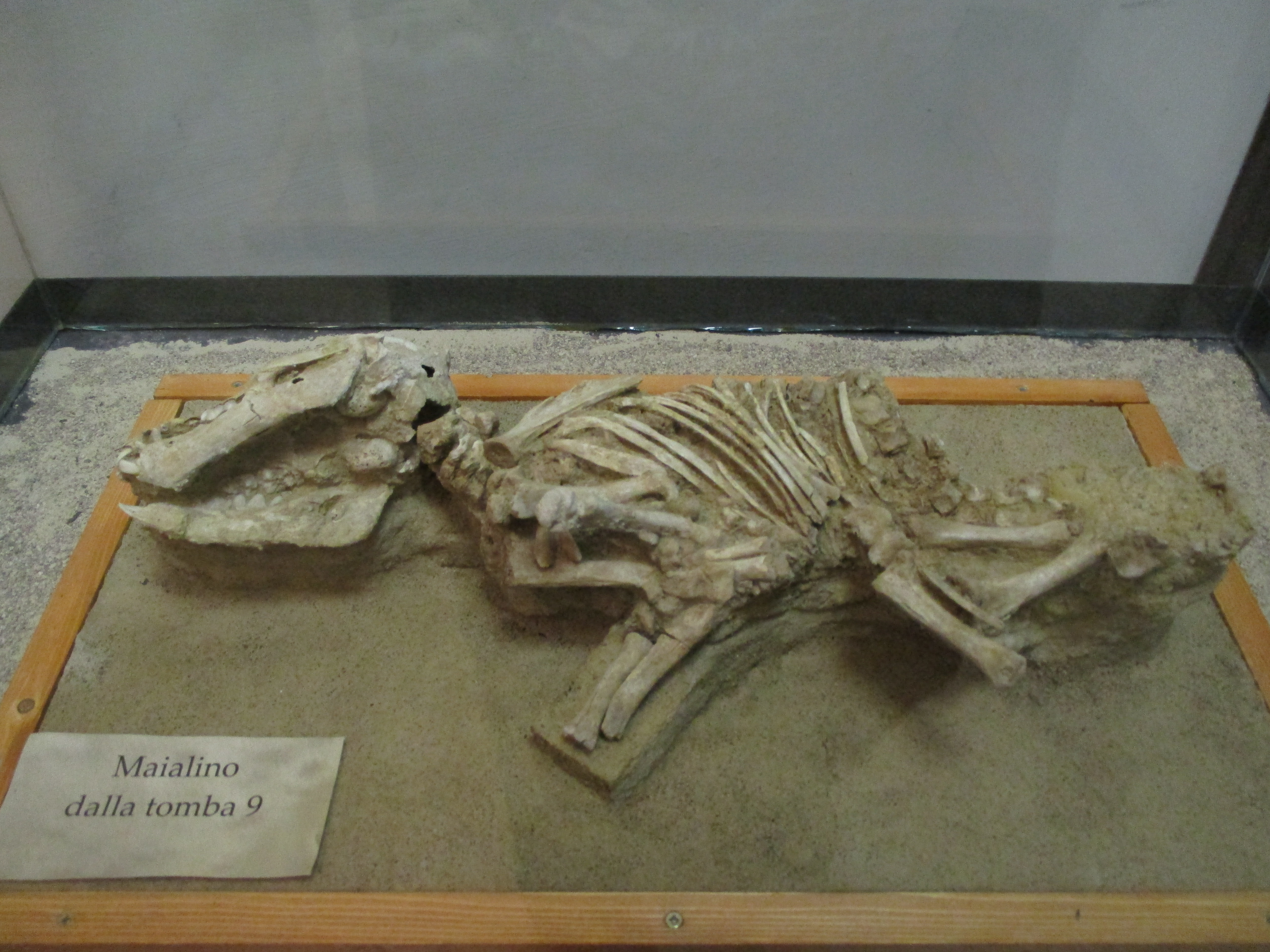
Reste d'un porcelet.

Des fragments osseux d'un crâne et d'une mandibule appartiennent à deux sujets masculins attribuables à l'homme de Cro-Magnon (cultura bertoniana (it)). Les découvertes de céramiques et les vestiges de structures de l'époque italique et romaine n'excluent pas la pratique du culte des ancêtres. Des études taphonomiques et zooarchéologiques détaillées relatives aux mammifères et à l'avifaune ont permis d'attester que, contrairement à la grotte de Maritza, la fréquentation humaine dans cette cavité aurait été plus sporadique avec des migrations saisonnières de courte distance au sein de la région de Marsica et/ou des Abruzzes. Peu de restes d'ongulés ont été trouvés dans la grotte, les plus fréquents étant le cerf élaphe, le sanglier et le bouquetin des Alpes. La présence de ces espèces semble indiquer l'exploitation par l'homme de zones boisées et humides, représentées par la présence de restes de sangliers et de cerfs, et de zones rocheuses signalées par des animaux tels que les bouquetins et les chamois. Les restes d'ongulés sont principalement représentés par des segments anatomiques de faible valeur nutritionnelle tels que des portions crânienne, des phalanges, des métacarpes ou des métatarses ; ces données pourraient suggérer qu’il s’agit de pièces rejetées lors d’une première phase d’abattage. Les os longs de ces espèces étaient ouverts afin d'en extraire la moelle, l'intervention impliquait rarement les phalanges. L'âge de mort des ongulés est d'environ un an. Ces données témoignent du fait que l'homme qui habitait ces zones possédait des stratégies de chasse très efficaces qui lui permettaient de chasser principalement les individus adultes, nécessaires à sa nutrition : les restes d'ongulés d'âge très faible ou très avancé sont en effet absents. De l'analyse des signes humains sur les os des ongulés, qui augmentent progressivement dans les couches supérieures de la grotte, il est possible de déduire que la grotte a été utilisée par l'homme préhistorique surtout dans les dernières phases. Rares sont les restes de carnivores de taille moyenne à grande tels que le loup commun, le renard roux et le petit chat sauvage ; les découvertes de restes de petits mustélidés sont plus nombreuses. Les restes d'espèces aquatiques et d'animaux vivant dans des milieux humides sont très abondants ; ces découvertes confirment l'ancienne caractérisation lacustre du Fucin. 

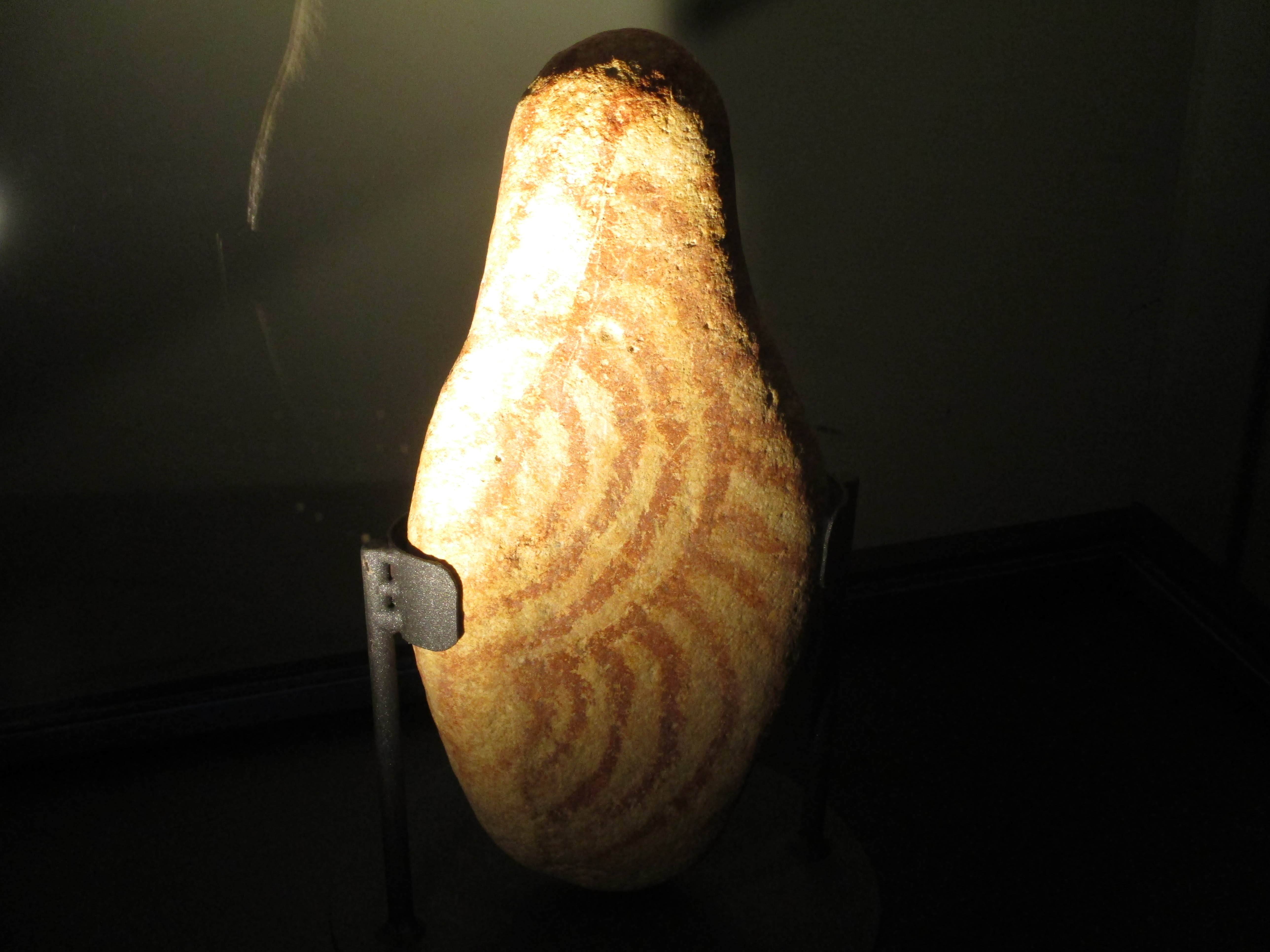
Vénus préhistorique.

Les restes trouvés pour la plupart dans la grotte d'Ortucchio appartiennent à deux ordres : les ansériformes et les galliformes. Les restes d'ansériformes appartiennent aussi bien à de très jeunes individus qu'à des individus adultes ; les restes de très jeunes individus suggèrent que le site était utilisé comme lieu de nidification par l'espèce, il était donc fréquenté surtout pendant les périodes les plus douces de l'année. Certains restes osseux d'individus adultes présentent, contrairement à ceux d'individus plus jeunes, des signes d'incendie, ces données suggèrent que cette espèce a été exploitée par l'homme surtout au printemps et en été ; de plus, la présence de restes osseux tels que des humérus et des coracoïdes confirment encore une fois l'exploitation de cette espèce par l'homme. Les restes de galliformes, attribuables à des éléments osseux tels que les métacarpiens et les métatarsiens, suggèrent que cette espèce était souvent chassée par les carnivores et les oiseaux de proie. Dans la grotte d'Ortucchio, outre des restes d'animaux, des objets votifs et des objets décorés ont également été trouvés. Parmi les objets votifs retrouvés, on trouve une idole en terre cuite représentant un buste masculin, avec des jambes et des bras faits de petites saillies et sans tête. Parmi les objets décorés trouvés, on trouve un cubitus de lynx qui présente des décorations sur toutes les faces. L'espèce de lynx est très rare dans la faune d'Ortucchio, cependant la présence d'un poinçon trouvé à Riparo Maurizio et obtenu à partir d'un cubitus de lynx suggère que cet animal avait une grande importance culturelle pour les habitants du Fucin.

### Grotte La Cava
La petite cavité naturelle d'origine tectonique est située dans une zone rocheuse non loin de la grotte de La Punta. Elle a été découverte à la fin des années cinquante au cours d'une vaste campagne de reconnaissance dirigée par l'archéologue Carlo Tozzi dans le territoire montagneux qui caractérise la frontière fucienne du sud. Appelée ainsi en raison des opérations d'extraction de matériaux pierreux et de débris divers, elle n'était pas utilisée par les hommes pour y vivre de manière stationnaire mais était certainement adapté comme lieu de sépulture. À l'intérieur, des parties squelettiques telles que des crânes et des ossements appartenant à trois individus datant du Néolithique ont refait surface ainsi que des fragments de céramiques allant de l'âge du cuivre à l'époque romaine.

## Galerie

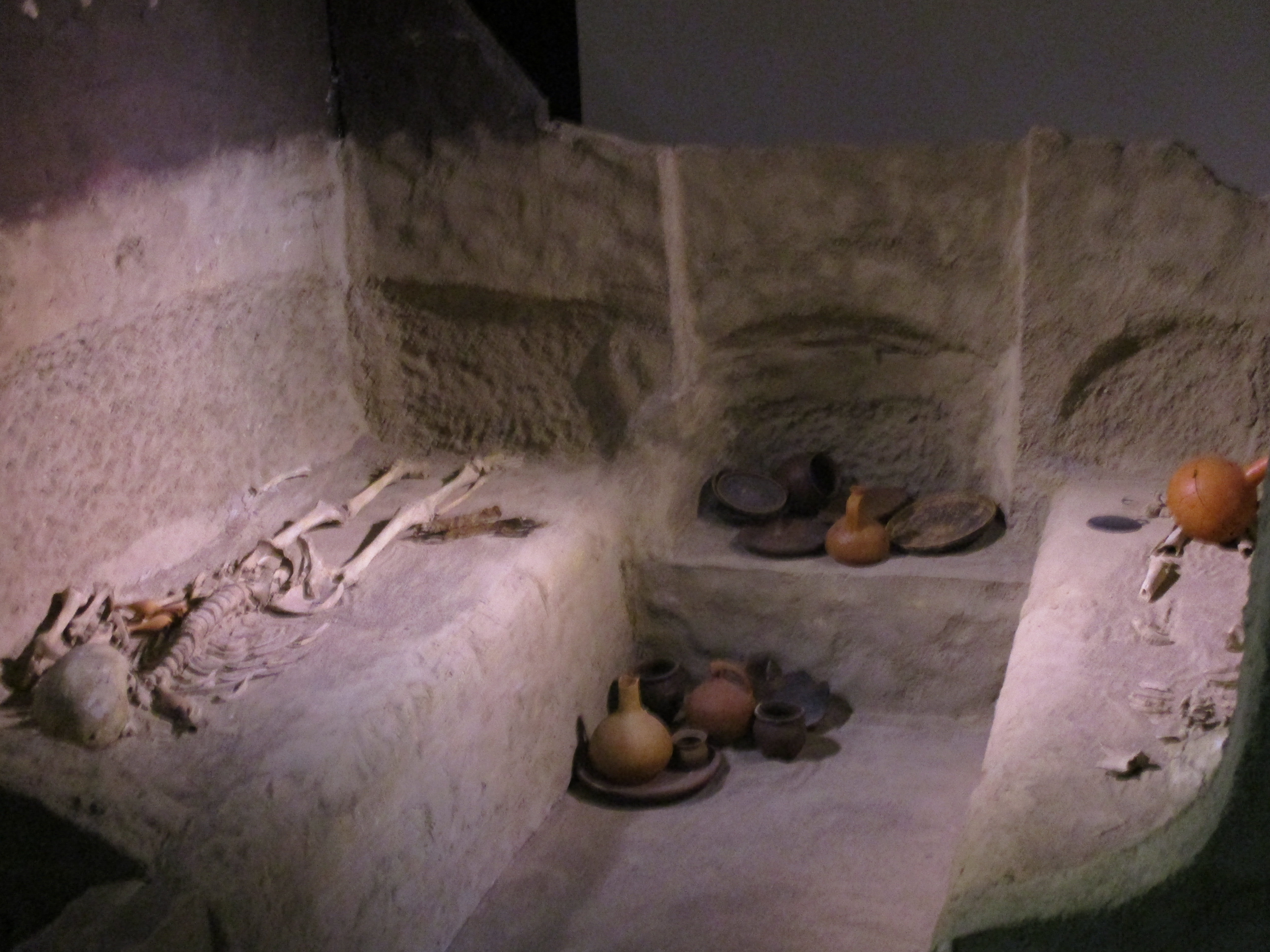
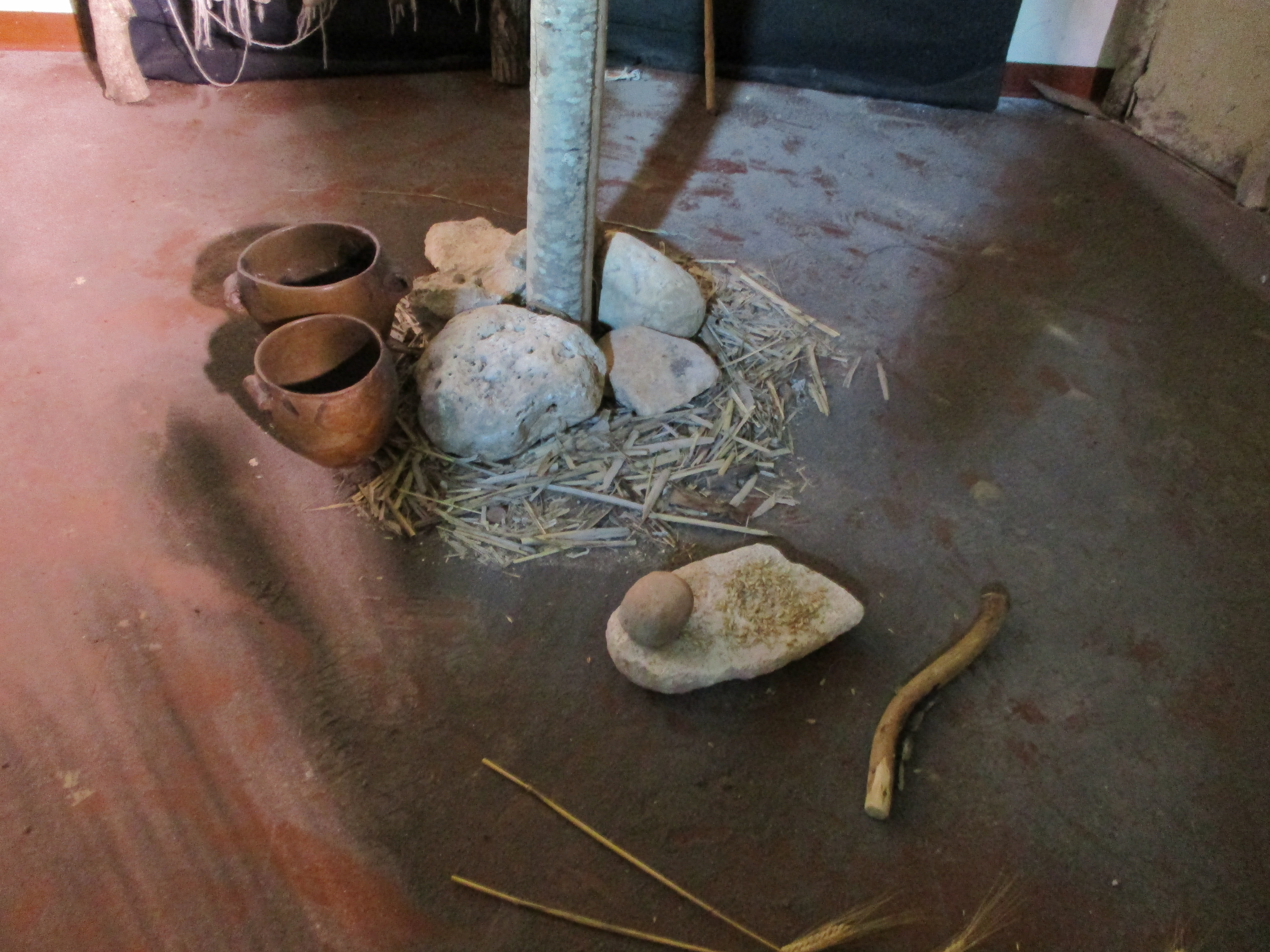